# De man met de zilveren ster
De man met de zilveren ster is het zesde album uit de stripreeks Blueberry van Jean-Michel Charlier (scenario) en Jean Giraud (tekeningen). Het verhaal werd in 1970 voorgepubliceerd in de Pep, afleveringen 21 tot 33. Het album verscheen in 1973 voor het eerst in album bij zowel uitgeverij Lombard als uitgeverij Semic. Na de 1e verschijning werd het album zeven keer herdrukt, voor het laatst in 1994. Ook verscheen er een hardcover editie (1978). De man met de zilveren ster werd in 2016 samen met de delen Het ijzeren paard en De vlakte der Souix integraal uitgegeven door Dargaud.

## Inhoud
Anders dan de voorgaande vijf delen, die een cyclus vormen, is het album de man met de zilveren ster een op zichzelf staand album. Blueberry krijgt de opdracht om als sheriff de vrede te bewaren in een plaatsje waar de broers Sam en Bud Bass de dienst uitmaakt. Ze bezitten drie vierde van het land in de streek en terroriseren het hele gebied. De lokale sheriff en zijn twee voorgangers hebben ze laten vermoorden. Al snel blijkt dat Blueberry er alleen voor staat, niemand in het dorp wil hem helpen. Uiteindelijk lukt het hem samen met Jimmy McClure, een schooljongen en de schooljuffrouw de bende te verdrijven. Het avontuur leunt zwaar op films als High Noon en Rio Bravo.

## Hoofdpersonen
- Blueberry, cavalerie luitenant
- Jim MacClure, oudere metgezel van Blueberry
- Miss Marsh, alleenstaande schooljuf
- Dusty, schooljongen